# ルーニー・テューンズ:バック・イン・アクション
『ルーニー・テューンズ:バック・イン・アクション』（Looney Tunes: Back in Action）は、2003年のアメリカ映画でルーニー・テューンズの映画化作品。
『スペース・ジャム』と同様、アニメーションと実写の合成を使用している。この映画の音楽を担当したジェリー・ゴールドスミスは映画公開の翌年にあたる2004年7月21日に死去したため、この映画が遺作となった。

## あらすじ
ある日、いつもバッグスの引き立て役としてやられてばかりいる自身の扱いに納得できず、ワーナー・ブラザースに抗議したダフィー・ダックは必要性はないと言われ、クビにされてしまう。ある時、スタントマン志望の警備員のDJドレイク（ブレンダン・フレイザー）に追い出す際、バットモービルを勝手に動かし、給水塔にぶつけて破壊してしまい、警備員である彼を巻き込んでクビにしてしまう。当初はそのうち、他の仕事が来るだろうと軽く考えていたが仕事がまったく来ず、嘆き出すがそんな中、スパイ映画俳優として有名な彼の父（ティモシー・ダルトン）が本物のスパイであり、息子のDJドレイクに助けを求めていると分かり、スパイとして生きて行こうとするもダフィーを連れ戻しに来たケイト、バッグスを巻き込んだ大騒動が始まる。

## 登場人物

### 人間
D.J.ドレイク（ブレンダン・フレイザー）
吹き替え：森川智之
本作の主人公。スタントマン志望の警備員。ダフィーの騒動に巻き込まれ警備員をクビになるが、自分の父がスパイで助けを求めていると知り、奮闘する。
ケイト・ホートン（ジェナ・エルフマン）
吹き替え：高島雅羅
ワーナー・ブラザースコメディ部の部長で、年間9億5000万ドルを稼ぐ敏腕社員。ダフィーを必要ないとクビするもバッグスの良さを引き出せないと責任を問われ、彼を連れ戻そうとする中、騒動に巻き込まれていく。
ダミアン・ドレイク（ティモシー・ダルトン）
吹き替え：小川真司
D.J.の父で有名なスパイ映画の主演俳優だが、その正体は本物のスパイ。アクメ社の陰謀を阻止しようとするが、逆に捕えられてしまう。
ミスター・ルーサー・チェアマン（スティーヴ・マーティン）
吹き替え：中村秀利
アクメ社社長。謎めいた宝石ブルー・モンキーを利用した世界征服を企み、バッグスの歴代の宿敵達を雇い、バッグス達を倒そうとする。
ダスティー・トレイル（ヘザー・ロックリア）
吹き替え：伊倉一恵
ダミアンの友人の歌手。だがその正体はCIAの殺し屋である。ダフィーをアヒルと間違えた。
マザー（ジョーン・キューザック）
吹き替え：土井美加
エリア52に勤務する科学者。D.J.にスパイ用の道具を与える。
ナレーター（梅津秀行、（吹き替え版のみ））
主に字幕を読み上げている。

### ルーニー・テューンズの登場キャラクター
バッグス・バニー（ジョー・アラスキー）
吹き替え：山口勝平
ルーニー・テューンズ側の主役。誰からも愛されるワーナー・ブラザースの人気キャラクター。ダフィーを連れ戻す為、D.J.らについていく。本作では542人の甥、姪がいることが明らかになった。
ダフィー・ダック（ジョー・アラスキー）
吹き替え：高木渉
ルーニー・テューンズ側の主役。自他認める欲張りガモで、ワーナー・ブラザースに自身の扱いを抗議した結果クビにされ、さらにスタジオをメチャクチャにする大惨事を引き起こしてしまう。その後、大金になるブルー・モンキーを手に入れようと、D.J.と強引にコンビを組む。終盤では『ダフィーウォーズ』のダック・ドジャースに変身する。
マービン・ザ・マーシャン（エリック・ゴールドバーグ）
吹き替え：中田和宏
アクメ社の配下であり、ダフィーの宿敵である火星人。エリア52に収監されていたが、ミスター・チェアマンからの指令を受信したのをきっかけに他のエイリアンたちと共に脱走し事態を混乱に陥れた。その後ブルー・モンキーをアクメ社の衛星にドッキングするため宇宙にも飛び出すが、後を追ってきたバッグスたちと対決を繰り広げる。さらに今作では『マーヴィン・アタック 』（1958年3月29日公開）に登場したインスタント火星人もカメオ出演している。
ポーキー・ピッグ（ボブ・バーゲン）
吹き替え：龍田直樹
本作では食堂のシーンとラストで登場。いつものように「これでおしまい！("That's all, folks!")」と映画を締めようとするも、途中で言葉を遮られてしまい最後には拗ねた様子で「早く帰んな。("Go home, folks.")」とこぼした。
エルマー・ファッド（ビリー・ウェスト）
吹き替え：チョー
バッグスとダフィーの映画での共演者にしてアクメ社の部下である狩人。パリのルーヴル美術館にて数々の名画をさまよいながらバッグスらを追い回す。
ヨセミテ・サム（ジェフ・ベネット）
吹き替え：郷里大輔
本作ではラスベガスで「ヨセミテ・サムのいかさまカジノ」を経営する傍らアクメ社の部下としても登場し、自身と同じく西部のならず者として活躍したコットンテイル・スミス（吹き替えは桜井敏治が担当）（1943年4月3日公開の『スーパーウサギ 』に登場）とナスティ・カナスタ（吹き替えは梅津秀行が担当）（1951年11月17日公開の『保安官ドリッパロング・ダフィー』に登場）を従えダフィーたちを追い回した挙句、道中でNASCARドライバーのジェフ・ゴードンから車を奪いカーチェイスを繰り広げた。
フォグホーン・レグホーン（ジェフ・ベネット）
吹き替え：玄田哲章
本作では「ヨセミテ・サムのいかさまカジノ」でのディーラーとして登場。ブルー・モンキーへの手がかりを巡るD.J.とヨセミテ・サムのギャンブルを取り仕切った。
トゥイーティー（エリック・ゴールドバーグ）
吹き替え：こおろぎさとみ
D.J.の隣に住むグラニーのペットのカナリヤ。可愛い容姿をしているが腹黒く容赦ない一面もあり、終盤で彼の仲間も登場する。
グラニー（ジューン・フォーレイ）
吹き替え：京田尚子
トゥイーティーとシルベスターの飼い主である老婆。ブルー・モンキーを探すD.J.たちとアフリカのジャングルで鉢合わせ、2匹と共に旅の手助けをする。
シルベスター・キャット（ジョー・アラスキー）
吹き替え：江原正士
トゥイーティーを食べようと企むネコで、グラニーに飼われている。本作でもトゥイーティーに手をかけようとするがなかなか上手くいかない。
スピーディー・ゴンザレス（エリック・ゴールドバーグ）
吹き替え：三ツ矢雄二
本作では食堂のシーンに登場。ポーキーの愚痴に付き合っている。
タズマニアン・デビル（ブレンダン・フレイザー）
吹き替え：麦人
アクメ社の誇る最も凶暴な切り札として登場。用済みになった後はミスター・チェアマンの部下であるミスター・スミスの変装を解いたタズマニアン・シーデビルと結ばれた。
ワイリー・コヨーテ
本作ではアクメ社の砂漠工作員として登場。ロード・ランナーを追う道すがらミスター・チェアマンからの指令を受け取り、アクメ社の製品を携えバッグスたちの命を狙うが相変わらず欠陥品ばかり送られ、酷い目に遭う。
ペペ・ル・ピュー（ブルース・ラノイル）
吹き替え：中村秀利
本作ではルーブル美術館の警備員として登場。
その他、ロード・ランナー、バーンヤード・ドッグ、ヒップティー・ホッパーなどルーニーテューンズのキャラクターが多数登場している。

## トリビア
- 冒頭でバッグスとダフィーが映画の撮影をしている場面は『標的は誰だ』をはじめとする、ふたりが共演した往年の短編がモチーフになっており、さらに一瞬だけ『オーレ!!は闘牛ウサギ（英語版）』で見せた闘牛士の格好をしたバッグスも登場する。
- ダフィーを追跡するシーンで登場したバットマンのスーツは『バットマン フォーエヴァー』のものだが、バットモービルは『バットマン』のものである。
- ハンナ・バーベラ・プロダクションのアニメ『スクービー・ドゥー』シリーズより、スクービー・ドゥー（声：フランク・ウェルカー/楠見尚己）とシャギー（声：ケイシー・ケイサム/桜井敏治）、2002年の実写版でシャギーを演じたマシュー・リラード（吹き替えも実写版と同じく藤原啓治が担当）が食堂のシーンでカメオ出演しており、シャギーはマシューの演技を「腑抜けのぽんつく」と批判し「続編でも（似た演技を）やったらただじゃおかないぞ」と抗議した。スクービーに至っては「スクービー・スナックにするぞ」とマシューを威嚇していた。
- 父を助けるため旅に出るDJが乗る自家用車として本作ではAMC・グレムリンが登場するが、この車が劇中で最初に登場する場面ではその名前にちなみ、本作と同じくジョー・ダンテが監督、ジェリー・ゴールドスミスが音楽を担当した『グレムリン』のテーマ曲の一節がBGMとして流れている。
- エリア52のシーンで登場する宇宙人・ロボットの多くは実在する映画のキャラクターであり、『禁断の惑星』のロビー・ザ・ロボット（吹き替えは藤原啓治が担当）、『ロボット・モンスター』、『宇宙水爆戦』のメタルーナ・ミュータント、『惑星Xから来た男』の宇宙人、『人類SOS!』のトリフィド、『ボディ・スナッチャー/恐怖の街』のマイルズ・ベネル（ケヴィン・マッカーシー本人）と莢、『顔のない悪魔』の脳、『ドクター・フー』のダーレクがカメオ出演している。
- エリア52で手術台に寝かされている宇宙人は宇宙人解剖フィルムのパロディ。
- ブルー・モンキーを手にしたDJを前にミスター・チェアマンが変装を解いて正体を現す場面では、彼の変装のひとつとしてマイケル・ジョーダンが登場している。（『スペース・ジャム』で使われた映像を用いたアーカイブ出演）

## 評論
本作は製作費に8000万ドル掛けられたが、最終的な興行収入は6800万ドルと芳しくないものであった。しかし、前作であり、興行的な成功を収めた『スペース・ジャム』とは対照的に、Rotten Tomatoesの映画評論家の評価はより良いものであった。